# Arthrocereus
Arthrocereus är ett växtsläkte inom familjen kaktusar med fyra arter från västra och sydöstra Brasilien.
Det är suckulenta buskar med grenade eller ogrenade stammar. De kan vara upprätta eller krypande. Stammarna är indelade i ledstycken och har 10-18 ribbor. Areoler små och taggarna många.
Blommorna är nattöppna och kommer nära toppen. De är smalt trattlika och har blompipar med ullhår, mjuka taggar och små fjäll. Frukterna är gröna med vitt fruktkött.